# Laguna Oquevix (Santa Ana)
A  Laguna Oquevix  é um lago localizado na Guatemala. Localiza-se no departamento de El Petén, Município de Santa Ana.